# リチャード・スリンガー
リチャード・スリンガー（Richard Slinger, 男性、1971年9月16日 - ）は、アメリカ合衆国の元プロレスラー。本名はリチャード・エースリンガー (Richard Acelinger)。身長180cm、体重99kg。テネシー州出身。
叔父にテリー・ゴディ、従兄弟にレイ・ゴディがいる。

## 略歴
叔父のテリー・ゴディを慕いプロレスの道へ。1988年8月20日にジョージア州の地元団体でデビュー後、翌1989年7月にゴディのコネクションで全日本プロレスに留学生として来日。1989年9月4日、岩手県水沢市大会で菊地毅を相手に日本デビュー。1989年暮れに帰国するが、1990年6月に外国人選手として来日するも、そのまま道場に住み込んでレギュラー参戦する。1993年9月、渕正信が保持していた世界ジュニアヘビー級王座に挑戦するが敗北。
2000年6月、プロレスリング・ノアの設立と同時に、ベイダーやスコーピオと共に同団体へ主戦場を移す。同年12月、足の負傷から長期欠場。2001年10月、復帰。その後、ベイダーやスコーピオ等と外国人チームケイオスを結成。しかし、後に脱退し、三沢光晴や小川良成等の日本人選手と共闘。2005年8月27日、ロウキーをパートナーに、杉浦貴と金丸義信が持つGHCジュニアヘビー級タッグ王座に挑戦するが敗れる。
身体を壊し、34歳で引退する。
1997年3月頃に全日本プロレスに1シリーズのみ覆面レスラー「ザ・トルネード」として参戦。全日マット初参戦であるハヤブサのタッグパートナーも務めた。

## 得意技
各種キック
中でもミドルキックと二段蹴りを得意とする。
チャタヌガ・チュチュ
相手をファイヤーマンズキャリーの体勢で持ち上げ、そこから反転、パワースラムのように叩きつける技。由来は出身地名「チャタヌーガ(Chattanooga)」とグレン・ミラー楽団のヒット曲チャタヌーガ・チュー・チューから。
ジャーマン・スープレックス
ダイビング・ボディ・プレス

## タイトル歴
全日本プロレス
- ジュニアヘビー級バトルロイヤル 優勝（1992年）

## 入場テーマ曲
- SINK THE PINK

## その他
まだ留学生だった1989年9月2日、天龍源一郎とテリー・ゴディとの三冠戦でスリンガーは叔父のゴディのセコンドに就いていたが、ゴング前に天龍にゴディへの見せしめとしてパワーボムを喰らった。これがテレビ初登場だった。